# Ecofòrids
Els ecofòrids (Oecophoridae) són una família de lepidòpters ditrisis de la superfamília dels gelequioïdeus (Gelechioidea). Inclou 3.308 espècies de petites arnes la filogènia i la sistemàtica de les quals encara no estan completament resoltes.

## Taxonomia
- Oecophorinae
- Pleurotinae Toll, 1956
- Deuterogoniinae Spuler, 1910
- Desplaçat
  - Colchia Lvovsky, 1995

També es pot incloure l'espècie peruana "Auxotricha ochrogypsa", descrita per Edward Meyrick el 1931 com a únic membre del seu gènere. En el passat, la família estava circumscrita més àmpliament i incloïa les següents subfamílies:
- Amphisbatinae (de vegades a Depressariinae)
- Autostichinae
- Depressariinae (incloent Cryptolechiinae)
- Hypertrophinae
- Metachandinae
- Oecophorinae (incloent Chimabachinae, Deuterogoniinae, Peleopodinae, Philobotinae)
- Stathmopodinae
- Stenomatinae

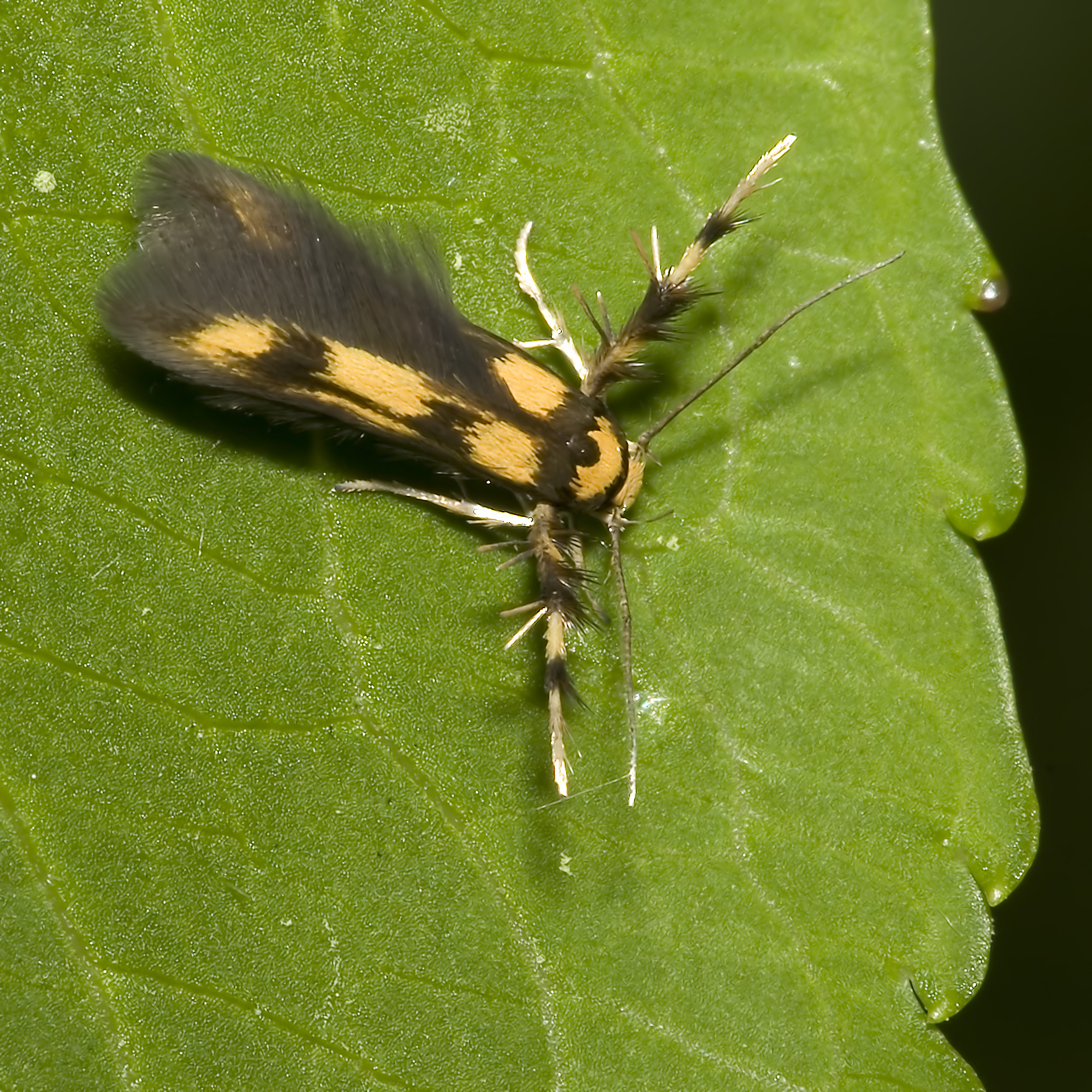
Stathmopoda pedella (Stathmopodinae) prop d'Ilmenau (Thuringia, Alemanya)

Alguns tractaments inclouen només els Oecophorinae i els Stathmopodinae aquí, situant els altres a la resta de Gelechoidea (normalment a les Elachistidae, però de tant en tant com a famílies independents. Però aquest enfocament podria fer que els Elachistidae fossin altament parafilètics. Altres autors arriben fins a expandir els Oecophoridae més enllà de la delimitació utilitzada aquí, incloent-hi també grups com Ethmiidae i Xyloryctidae. Aquest últim pot ser que sigui part d'un monofilètic Oecophoridae, però cal més investigació; els Ethmiidae, en canvi, són més probablement una família diferent. El misteriós gènere Aeolanthes també s'inclou de vegades als Oecophoridae (com a subfamília monotípica Aeolanthinae), però les seves relacions reals no estan clares.
Alguns gèneres addicionals també es tracten com a Oecophoridae  incertae sedis  en estudis recents:
- Amseloecia
- Callimodes Leraut 1989 (Oecophorinae?)
- Colchia
- Luquetia Leraut, 1991 (Depressariinae?)
- Minetia Leraut, 1991 (Oecophorinae?)
- Odonna
- Orienta
- Schiffermuellerina Leraut, 1989 (Oecophorinae?)
- Zizyphia (Oecophorinae? anteriorment a Gelechiidae)
- †Epiborkhausenites Skalski, 1973 (Bartonià, ambre bàltic, Lituània)[5]

## Relació amb els humans
Moltes espècies s'alimenten de material vegetal mort i tenen un paper útil en el reciclatge de nutrients. D'altra banda, la família inclou Endrosis sarcitrella, una espècie àmpliament distribuïda en la que l'eruga infesta el gra emmagatzemat i Hofmannophila pseudospretella, que s'alimenta de tèxtils i catifes, així com de productes alimentaris emmagatzemats. Altres espècies que són plagues inclouen la eruga de Opisina arenosella als cocoters (Cocos nucifera) a l'Índia, i Peleopoda arcanella sobre l'Elaeis oleifera, palma d'oli de la Amèrica Central.
També s'han posat a la pràctica un servei de disseminació d'espècies. Agonopterix ulicetella, nadiua d'Europa, s'ha introduït a Nova Zelanda i a Hawaii per intentar controlar les plagues d'Ulex europaeus (coneguda com a gatosa europea), i Agonopterix alstroemeriana ha estat usada contra la Conium maculatum (la verinosa cicuta) als Estats Units.